# پیلار کامپوی
پیلار کامپوی (اسپانیایی: Pilar Campoy‎؛ زادهٔ ۶ اکتبر ۱۹۹۰) بازیکن هاکی روی چمن زن اهل آرژانتین است.